# Angerhof (München)

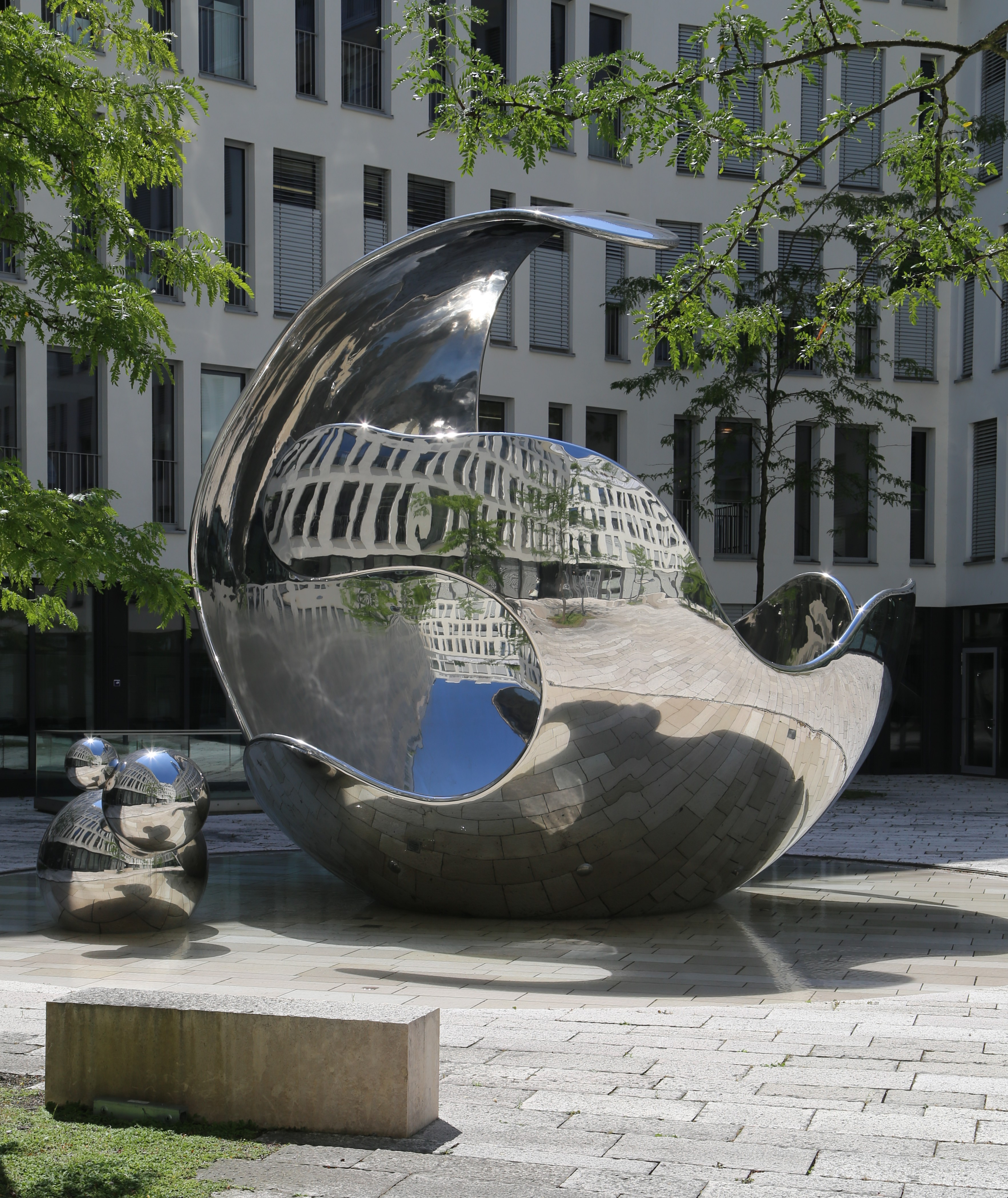
Airborne (2008) von Christopher Klein

Der Angerhof ist ein Mischgebäude in München, das als Wohngebäude, Bürogebäude, Hotel mit Gastronomie, Dienstleistungsstandort und Parkhaus dient und 2009 nach den Plänen der Steidle Architekten errichtet wurde.

## Lage
Der Standort der Immobilie ist die Straße Oberanger nahe dem Marienplatz und dem Viktualienmarkt zwischen Münchens ältestem Kloster St. Anna und dem neuen Jüdischen Zentrum am St-Jakobs-Platz. Die nächsten Haltepunkte der U-/S-Bahn sind der Bahnhof München Marienplatz und der U-Bahnhof Sendlinger Tor.

## Architektur
Der Angerhof verbindet in seinem horizontalen Aufbau die klassische Nutzungen für Wohnen, Arbeiten, Ausgehen in der Tradition europäischer Stadthäuser. Im Erdgeschoss gibt es Einzelhandel und Gastronomie, in den Stockwerken darüber liegen Büroräume und in den Ebenen fünf und sechs wurden auf insgesamt 4.000 Quadratmetern Eigentumswohnungen geschaffen – mit drei Metern Raumhöhe und Dachterrassen von bis zu 100 Quadratmetern. Die Architektur spiegelt sich in der technisch aufwendig gestalteten Fassade wider. Hinter der sandfarbenen Terrakottafassade installierte der Lichtkünstler Ingo Maurer das digital programmierte „Fassadenglühen“ aus energieoptimierten LED-Lampen. Für die Öffentlichkeit ist im Angerhof ein 1.000 Quadratmeter großer Innenhof entstanden, der direkt in die ebenfalls neu geschaffene Fußgängerzone am Unteren Anger mündet.

## Konstruktion und Daten
Baubeginn war 2005 nach den Plänen der Architekten Otto Steidle und Johann Spengler. Das Richtfest erfolgte 2007 und die Fertigstellung des Objekts mit einer Größe von ca. 38.000 Quadratmeter Geschossfläche war 2009. Die Baukosten betrugen ca. 150 Millionen Euro.
Der Platz, an dem heute der Angerhof steht, war ab der Nachkriegszeit lange als „städtebauliche Gerümpelhalde“ bekannt. Ein nach dem Krieg erbautes Parkhaus aus Rohbeton und mit Tankstelle blockierte lange Zeit die Entwicklungspläne von Stadtbaurätin Christiane Thalgott. Mit einem städtebaulichen Wurf hatte Oberbürgermeister Christian Ude (SPD) nicht vor dem Jahr 2037 gerechnet, denn so lange garantierte das Erbbaurecht den Bestand des Parkhauses. Als die Wöhr + Bauer GmbH über ihren Geschäftsführer Wolfgang Roeck um die Jahrtausendwende den Vorschlag machte, das Parkhaus an gleicher Stelle in eine Tiefgarage zu verlegen, war eine Lösung gefunden. Nach dem Architektenwettbewerb für den Angerhof folgte von Juli bis Dezember 2003 daher auch die Planung für den „Boulevard Oberanger“ – gemeinsam durch Baureferat, Planungsreferat, Bezirksausschuss (BA) und den Bauträger des Angerhofs, Wöhr + Bauer. Am 17. Februar 2004 empfahl der BA unter seinem Vorsitzenden Wolfgang Püschel den Entwurf von „realgrün“ Landschaftsarchitekten. Im Mai 2005 stimmte der Stadtrat dem Gesamtkonzept zu.

## Entwicklung
Kurz nach Baubeginn, im Jahr 2006, sicherte sich die Linde AG als Mieter nahezu die gesamten Büroflächen für ihren neuen Unternehmenssitz. Nach der Fusion mit Praxair wurde 2019 die gemeinsame Hauptverwaltung aus München abgezogen. 12.000 Quadratmeter mietete im Sommer 2020 das Bayerische Innenministerium zu einem Quadratmeterpreis von € 39,50 für 15 Jahre von der Eigentümerin der Patrizia AG. Es handelt sich um die teuersten Behördenräume in Bayern.

## Besonderheiten
- Der Neubau fand in der Presse ein großes und durchgehend positives Echo. Kritiker begrüßten vor allem die städtebauliche Aufwertung des Areals. Eine Zeit lang galt eine der Penthouse-Wohnungen als „teuerste Wohnung Deutschlands“ und erregte großes Medieninteresse.
- In der Hochgarage der späteren Penthouse-Wohnungen hat die Wöhr + Bauer GmbH zu Münchens 850. Stadtgeburtstag die Ausstellung 32hektar umgesetzt – eine multimediale Schau über das Angerviertel.[3]

## Kunst am  Bau
- Im Innenhof befindet sich eine große Molekül-Skulptur von Christopher Klein aus rostfreiem Stahl in thematischer Anlehnung an den früheren Nutzer Linde AG. Die Herstellung erfolgte durch die Firma Sandmeir in Rain am Lech.[4] Das größte Element der Skulptur hat einen Durchmesser von über sechs Metern.
- Die neu entstandene Gasse zwischen dem Jüdischen Zentrum und Angerhof wird von zwei sich drehenden Lichtskulpturen des New Yorker Künstlers Keith Sonnier in den Farben rot und blau erleuchtet.
- Die Künstlerin Andrea Schmeing-Häusler versenkte im Kopfsteinpflaster am Angerhof Klangsteine, die mit digitaler Technik den Klang echter Kirchenglocken imitieren.

## Projektbeteiligte
- Architekten: Otto Steidle, Johann Spengler, Bernd Jungbauer, Siegwart Geiger, Sebastian Händel, Matthias Löhlein
- Künstler: Ingo Maurer, Keith Sonnier, Andrea Schmeing-Häusler, Christopher Klein
- Bauträger: Wöhr + Bauer GmbH[5]

## Auszeichnungen und Preise
- 2009: MIPIM-Award Nominierung – Kategorie „Business Centre“